# Raccordo autostradale 1

Tracé du raccord autoroutier RA01 de Bologne.

L'autoroute RA1 ou RA1 correspond au périphérique de Bologne (ou Tangenziale di Bologna). Cette autoroute italienne fut construite en 1967 et est actuellement longue de 22,2 km.

## Parcours
| RA1 PÉRIPHÉRIQUE DE BOLOGNE | |      |      |          |
| Type                        | Indications | ↓km↓ | ↑km↑ | Province |
|                             | Ramo Casalecchio Milano - Roma Taranto | 0,0  | 22,2 | BO       |
|                             | Bologna Casalecchio |      |      | BO       |
| 1                           | Asse Attrezzato sud-ovest SP569 Bazzanese - SS64 Porrettana Casalecchio di Reno - Zola Predosa - q.re Saragozza - Certosa - San Luca Stade Renato Dall'Ara - Hôpital principal de Bologne | 1,1  | 17,9 | BO       |
| 2                           | viale P.Togliatti - viale A.De Gasperi q.re Borgo Panigale - q.re Casteldebole | 3,5  | 15,5 | BO       |
| 3                           | Début de la RA1 Branche verte Bologne Borgo Panigale | 4,5  | 14,5 | BO       |
| 4                           | Via del triumvirato - Via Emilia ponente | 6,0  | 13,0 | BO       |
| 4 bis                       | Aéroport de Bologne-Borgo Panigale - Calderara di Reno |      |      | BO       |
| 5                           | via Cristoforo Colombo - via Marco Polo q.re Lame - MAMbo (it) - CNR - Trebbo di Reno | 9,6  | 9,4  | BO       |
| 6                           | Castel Maggiore q.re Corticella - q.re Arcoveggio - q.re Bolognina Musée du patrimoine industriel - Sede Unica Mairie de Bologne                                                          | 10,6 | 8,4  | BO       |
|                             | Bologne Arcoveggio Padova A14 | 10,8 | 8,2  | BO       |
| 7                           | Bologne centre via Stalingrado - Université de Bologne - Province de Bologne | 11,2 | 7,8  | BO       |
| 7 bis                       | Strada Statale 64 - Ferrare Parc Nord - Dozza | 11,8 | 7,2  | BO       |
| 8                           | via Michelino Fiera - Regione Emilia-Romagna - Campeggio | 13,2 | 5,8  | BO       |
| 8 bis                       | Viale Europa Granarolo - CAAB - Faculté d'agronomie |      |      | BO       |
| 9                           | via S.Donato q.re San Donato - q.re Pilastro | 13,8 | 5,2  | BO       |
| 10                          | Zone industrielle Roveri Motorisation | 14,6 | 4,4  | BO       |
| 11                          | via Massarenti - via Larga q.re San Vitale (Bologne) Hôpital universitaire Sant'Orsola-Malpighi                                                                                           | 15,8 | 3,2  | BO       |
| 11 bis                      | Strada Statale 253 via Mattei - Castenaso - Ravenne | 16,1 | 2,9  | BO       |
| 12                          | viale Vighi - viale G.Bentivoglio q.re Mazzini - Fossolo - Due Madonne | 17,5 | 1,5  | BO       |
| 13                          | San Lazzaro di Savena q.re San Ruffillo - q.re Ponticella - Rastignano Strada Statale 65                                                                                                  | 18,5 | 0,5  | BO       |
|                             | Complanare Sud Idice - Ozzano dell'Emilia - Faculté vétérinaire |      |      | BO       |
|                             | Bologne S. Lazzaro |      |      | BO       |
|                             | A14 | 22,2 | 0,0  | BO       |

### Branche verte
Cette portion de l'autoroute relie le périphérique RA1 à l'Autoroute italienne A14 et est également considéré comme le début du raccord autoroutier.
| RA1 PÉRIPHÉRIQUE DE BOLOGNE Ramo verde |                                                                                      |      |      |          |
| Type                                   | Indications                                                                          | ↓km↓ | ↑km↑ | Province |
|                                        | Taranto Milano                                                                       | 0,0  | 3,3  | BO       |
|                                        | Barrière de Bologne Borgo Panigale                                                   |      |      | BO       |
|                                        | SS9 Borgo Panigale via Emilia Ponente - via Marco Emilio Lepido - Anzola dell'Emilia | 0,3  | 3,3  | BO       |
|                                        | SS9 Modena                                                                           | 1,5  | 1,8  | BO       |
|                                        | Périphérique RA1                                                                     | 3,3  | 0,0  | BO       |